# Пиоде
Пио̀де (на италиански: Piode; на пиемонтски: Piovi, Пиови) е село и община в Северна Италия, провинция Верчели, регион Пиемонт. Разположено е на 753 m надморска височина. Населението на общината е 201 души (към 2010 г.).